# Amathia lendigera
Amathia lendigera är en mossdjursart som först beskrevs av Carl von Linné den yngre 1758.  Amathia lendigera ingår i släktet Amathia och familjen Vesiculariidae. Inga underarter finns listade i Catalogue of Life.